# Aalbeek-Niederung

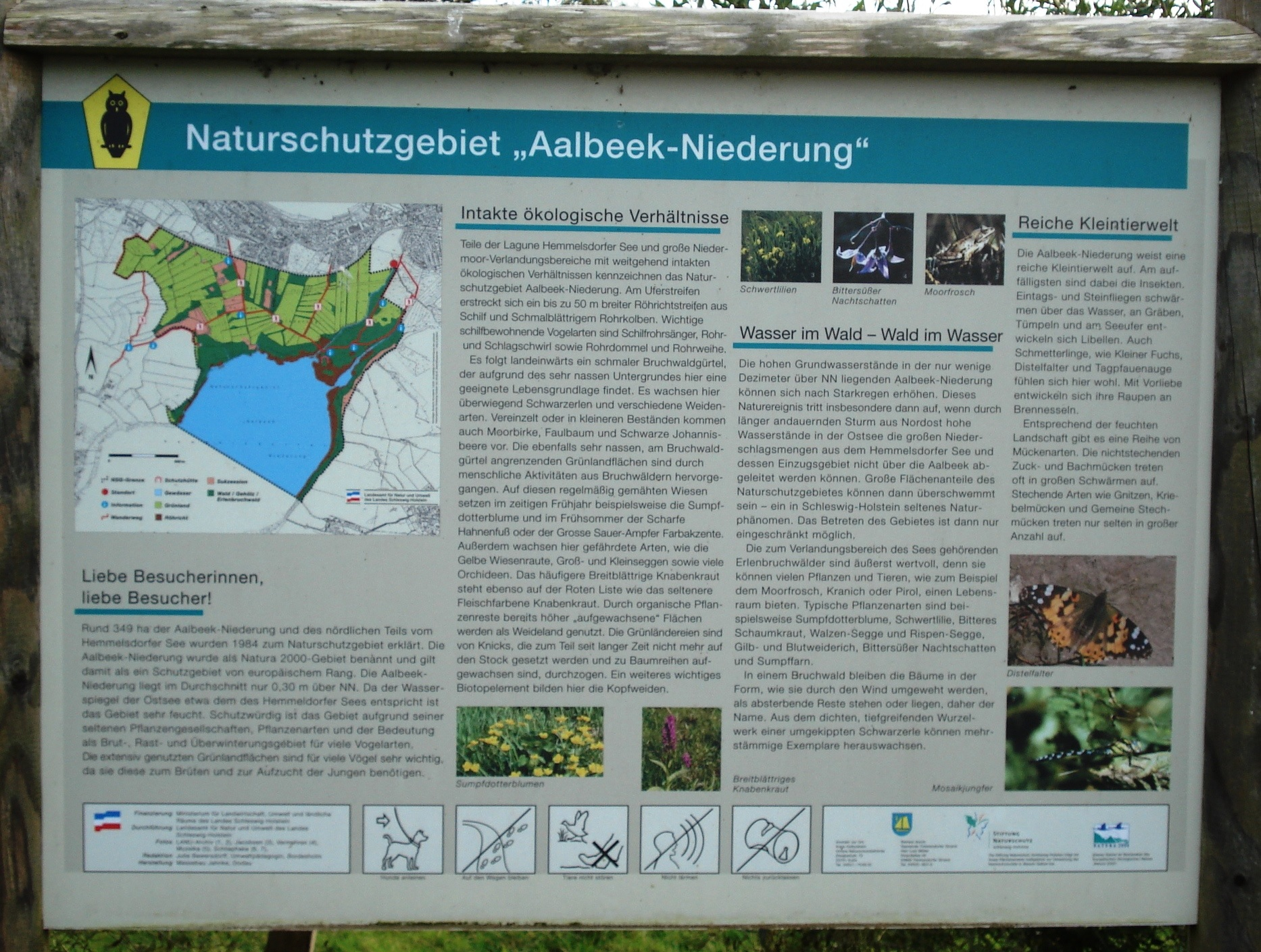
Informationstafel zum „Naturschutzgebiet Aalbeek-Niederung“

Die Aalbeek-Niederung ist ein Naturschutzgebiet in den schleswig-holsteinischen Gemeinden Timmendorfer Strand und Ratekau im Kreis Ostholstein.
Das rund 349 Hektar große Naturschutzgebiet ist unter der Nummer 118 in das Verzeichnis der Naturschutzgebiete des Ministeriums für Energiewende, Landwirtschaft, Umwelt, Natur und Digitalisierung eingetragen. Es wurde Anfang 1985 ausgewiesen (Datum der Verordnung: 31. Dezember 1984). Das Naturschutzgebiet ist gleichzeitig als FFH-Gebiet und EU-Vogelschutzgebiet „NSG Aalbeek-Niederung“ ausgewiesen. Der Schutzstatus als Vogelschutzgebiet besteht seit März 1992, der als FFH-Gebiet seit Januar 2010. Im Süden und Osten grenzt es an das Landschaftsschutzgebiet „Hemmelsdorfer See und Umgebung“. Zuständige untere Naturschutzbehörde ist der Kreis Ostholstein.
Das Naturschutzgebiet liegt südlich von Timmendorfer Strand. Es stellt den Niederungsbereich zwischen Timmendorfer Strand und dem Hemmelsdorfer See unter Schutz. Die Niederung ist durch die Verlandung des Hemmelsdorfer Sees entstanden, bei dem es sich um eine nacheiszeitliche Förde der Ostsee handelte. Sie wird von mehreren Fließgewässern durchflossen, darunter auch Aalbeek und Twerbek im Osten des Naturschutzgebietes, die den Hemmelsdorfer See zur Ostsee entwässern.
Das Naturschutzgebiet wird von extensiv genutztem Grünland geprägt. Das Grünland ist durch Hecken und Baumreihen, teilweise mit Kopfweiden, gegliedert. Daneben sind Gehölzinseln mit kleinflächigen Eichen-Hainbuchenwäldern zu finden. Entlang des Ufers des Hemmelsdorfer Sees sowie entlang von Aalbeek und Twerbek stocken Erlen- und Eschenbruchwälder, entlang der beiden Fließgewässer teilweise mit Auwaldcharakter. Der nordöstliche Bereich des Hemmelsdorfer Sees ist Bestandteil des Naturschutzgebietes.
Die Niederung liegt nur wenig über NN und ist durch die nahe Ostsee und den Hemmelsdorfer See sehr feucht. Bei Ostseehochwasser und wenn über einen längeren Zeitraum bei erhöhtem Ostseewasserstand das Wasser des Hemmelsdorfer Sees nicht abfließen kann, wird das Gebiet großflächig überflutet. Die Grünländer haben eine große Bedeutung als Lebensraum für verschiedene Wiesenvögel. Daneben hat es zusammen mit den Wasserflächen des Hemmelsdorfer Sees eine Bedeutung als Rast- und Überwinterungsgebiet für viele Vogelarten.
Am Ufer des Hemmelsdorfer Sees erstreckt sich ein bis zu 50 Meter breiter Röhrichtstreifen aus Schilfrohr und Schmalblättrigem Rohrkolben, an den sich landeinwärts ein schmaler Bruchwaldstreifen überwiegend aus Schwarzerle und verschiedenen Weidenarten anschließt. Teilweise stocken auch Moorbirke, Faulbaum und Schwarze Johannisbeere. Auf den Grünlandflächen siedeln Groß- und Kleinseggen u. a. mit Walzen- und Rispensegge, Schwertlilie, Sumpfdotterblume, Scharfer Hahnenfuß, Gelbe Wiesenraute, Bittersüßer Nachtschatten, Bitteres Schaumkraut, Gilbweiderich, Blutweiderich, Großer Sauerampfer, Sumpffarn und viele Orchideen, darunter Breitblättriges und Fleischfarbenes Knabenkraut.
Das Naturschutzgebiet ist Lebensraum einer vielfältigen Insektenflora. Eintags- und Steinfliegen sowie verschiedene Mückenarten wie Zuck- und Bachmücken sind häufig. Auch für Libellen und verschiedene Schmetterlinge ist das Gebiet ein wichtiger Lebensraum.
Die Schilfbereiche sind Lebensraum u. a. von Rohrweihe, Rohrdommel, Drossel- und Schilfrohrsänger sowie Rohrschwirl. Weiterhin sind im Naturschutzgebiet Eisvogel, Neuntöter, Pirol, Schlagschwirl, Karmingimpel, Bartmeise, Beutelmeise sowie Knäkente heimisch. Der Seeadler nutzt das Gebiet als Nahrungshabitat. Die Wasserflächen des Hemmelsdorfer Sees sind während des Vogelzuges Rastgebiet für Graugans, Haubentaucher, Schnatter-, Löffel-, Tafel-, Reiher- und Bergente.
Durch das Naturschutzgebiet verlaufen mehrere Wanderwege. In der Nähe des Nordufers des Hemmelsdorfer Sees befindet sich ein Aussichtsturm, von dem aus das Naturschutzgebiet, der Hemmelsdorfer See und Teile der Lübecker Bucht überblickt werden können. Das Naturschutzgebiet grenzt im Norden an die Bundesstraße 76. Ansonsten ist es überwiegend von landwirtschaftlichen Nutzflächen umgeben. Im Nordosten grenzt es an den Vogelpark Niendorf, im Südosten an einen Golfplatz.